# Hugo Emsmann

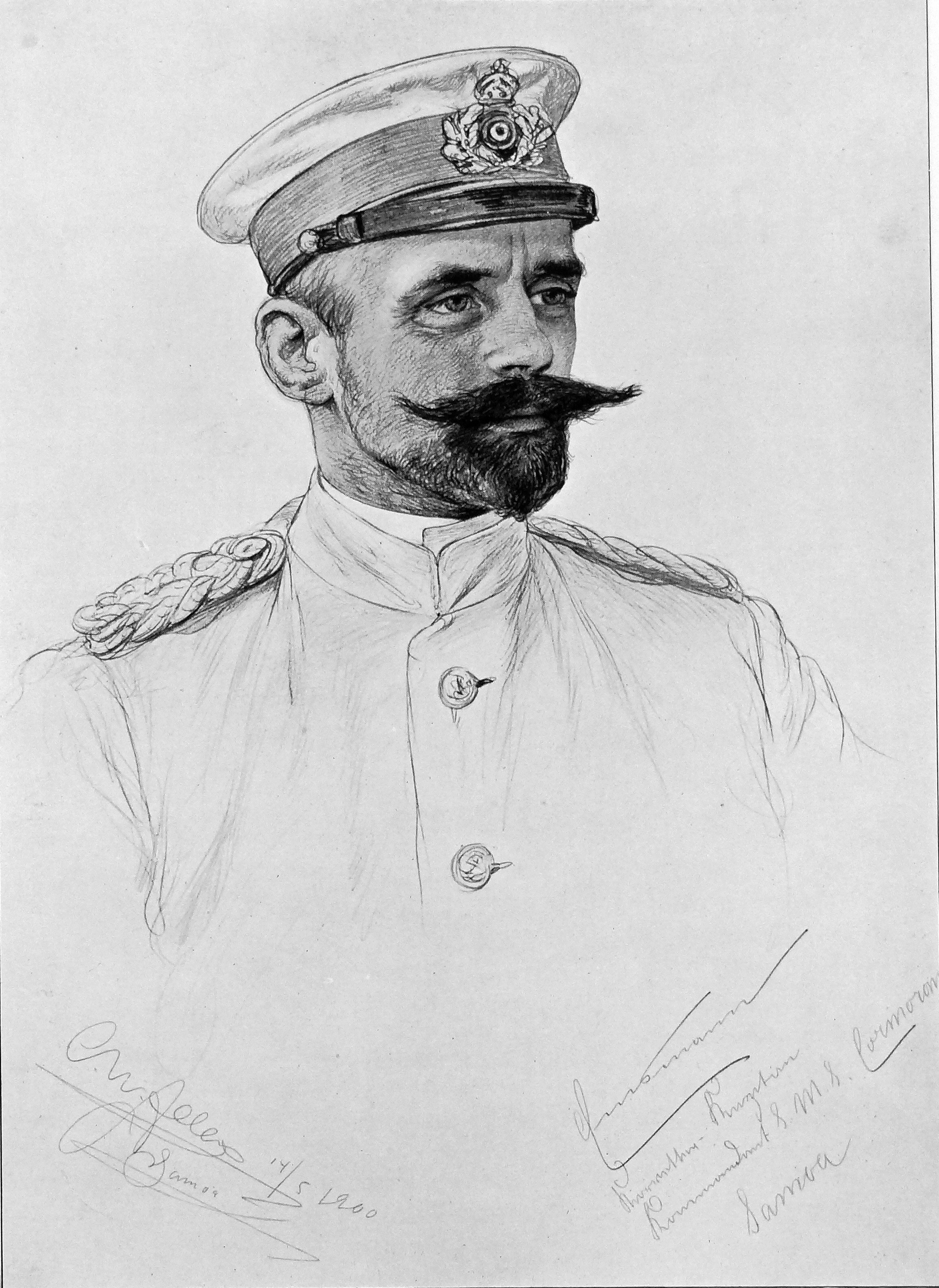
Hugo Emsmann als Korvettenkapitän und Kommandant der SMS Cormoran

Georg August Hugo Emsmann (* 26. April 1857 in Stettin; † 12. Dezember 1933 in Berlin) war ein deutscher Konteradmiral der Kaiserlichen Marine.

## Leben
Hugo Emsmann war ein Sohn des Professors Hugo Emsmann und Laura, geb. Bethe.
Hugo Emsmann wurde im Elternhaus in Stettin erzogen. Er trat am 12. April 1874 als Seekadett in die Kaiserliche Marine ein. Am 19. November 1878 erhielt er mit auf den 19. Dezember 1877 datierten Patent die Charge zum Unterleutnant zur See verliehen. 1881 wurde er Oberleutnant zur See.
Am 14. Juli 1882 übernahm er als Leutnant zur See (Beförderung am 17. Januar 1882) mit der Schütze das erste Boot dieser Klasse und überführte dieses Boot nach Kiel. Als mit der Kühn am 2. September 1882 ein weiteres Boot der Schütze-Klasse in Wilhelmshaven in Dienst gestellt wurde, überführte er auch dieses nach Kiel.
Er diente als Erster Offizier auf der Eber. Als sich während der Anreise und bei der anschließenden Liegezeit bei den Samoainseln der Zustand des Kommandanten verschlechterte, meldete Emsmann den Krankheitszustand des Kapitänleutnants Wilhelm Bethge (* 1852) an den dienstältesten Seeoffizier der Station, Korvettenkapitän Friedrich von Wietersheim. Dieser berief den Kommandanten ab und ernannte Emsmann zum Kommandanten. So war er von August 1888 bis November 1888 in Vertretung Kommandant der Eber. Mit dem Schiff unternahm er eine Besuchsreise in Richtung der Kolonie Deutsch-Neuguinea zu den Marshallinseln. Es kam zu kriegerischen Auseinandersetzungen mit Einheimischen. Am 2. Oktober 1888 hisste Emsmann auf Nauru, welches ab April 1886 zum deutschen Interessengebiet gehörte, die deutsche Flagge und kehrte Ende November 1888 nach Apia zurück. Es folgte eine Kommandierung auf die Olga.
Als Kapitänleutnant (Beförderung am 20. April 1889) war er 1890 auf der Baden, war Anfang 1891 auf der Hohenzollern und wurde am 27. April 1891 zum Führer des „Hohenzollern“-Detachements. Ende Juli 1891 wurde er zum II. Coetus an die Marineschule nach Kiel kommandiert. Am 17. August 1891 erhielt er das Ritterkreuz des Königlich niederländischen Löwen-Ordens.
Von September 1896 bis März 1897 war er Kommandant der unter reduzierter Mannschaft stehenden Hohenzollern, der Staatsjacht des deutschen Kaisers Wilhelm II. 1896 wurde er Korvettenkapitän.
Von Oktober 1897 bis November 1898 war er mit Unterbrechung von Juli bis September 1898 Kommandant der Beowulf, welche unter seinem Kommando an unterschiedlichen Übungen und dem Herbstmanövern teilnahm.
Im Januar 1899 wurde er Kommandant der Cormoran. In der Nacht vom 23. auf den 24. März 1899 lief sie auf dem Weg nach den Samoainseln, wo sie das Schwesterschiff Falke verstärken sollte, an der Westspitze von Neu-Pommern (heute Neubritannien) auf ein Riff. Als am 29. März der Dampfer Stettin eingetroffen war, ließ Emsmann alles Entbehrliche über Bord werfen bzw. an Land bringen, wodurch der Kreuzer freikam. In der Werft von Sydney konnten bis Anfang Juni die Schäden behoben werden. Am 17. Juni traf die Cormoran in Apia ein.
Durch die Havarie wurde ein Beförderungsstopp von Emsmann verhängt. Das Urteil, das Schiff war nur geringfügig beschädigt worden, zog sich bis Ende 1900 hin, da Emsmann sich noch auf dem Schiff in der Südsee befand. Der Chef der Marinestation der Nordsee sprach sich trotz der Untersuchung für eine Beförderung aus, sodass Emsmann am 13. November 1900 zum Fregattenkapitän befördert wurde.
In der Position als Kommandant der Cormoran blieb er bis November 1900. Anschließend war er bis 1903 Stabsoffizier in der Technischen Abteilung des Reichsmarineamtes. Am 15. März 1902 wurde er zum Kapitän zur See befördert.
Ab September 1903 war er für zwei Jahre Kommandant der Kaiser Friedrich III.
Vom September 1905 bis Oktober 1906 war er zur Verfügung des Chefs der Marinestation der Nordsee gesetzt. Anschließend war er für drei Jahre Kommandant von Helgoland. Am 8. Juni 1907 erhielt er den Charakter als Konteradmiral verliehen und am 16. Oktober 1909 zur Disposition gesetzt.
Von August 1914 bis Kriegsende war er Befehlshaber der Groß-Radio-Station Eilvese.
Emsmann war ab 1909 Direktor der Hochfrequenz-Maschinen-Aktiengesellschaft (Homag). Von April bis August 1933 war er, nachdem die jüdischen Mitglieder des Vorstands ihre Posten räumen mussten, Vorstand der AAFA Film.
Am 4. April 1891 heiratete er Elly Zimmermann. Hans Joachim (* 1892), ältester Sohn des Paares, war u. a. U-Boot-Kommandant im Ersten Weltkrieg, starb als Oberleutnant zur See vor Scapa Flow beim Untergang von UB 116 und war Namensgeber der Flottille Emsmann der Kriegsmarine. Ihr jüngster Sohn Wulff (* 1895) wurde Oberst der Wehrmacht und führte kurz vor Kriegsende die Werfer-Brigade 3.